# Union-Gletscher
Der Union-Gletscher ist ein großer, stark zerklüfteter Gletscher, der von mehreren Zuflüssen gespeist wird und mitten durch die Heritage Range, einen Teil des Ellsworthgebirges in der Antarktis, fließt. Der Gletscher erstreckt sich westlich von den Edson Hills und fließt östlich zwischen den Pioneer Heights und den Enterprise Hills in den Constellation Inlet. Der Union-Gletscher wurde vom US Geological Survey (USGS) und durch US-Navy-Luftaufnahmen von 1961 bis 1966 kartografiert. Der Name wurde vom Advisory Committee on Antarctic Names (US-ACAN) im Zusammenhang mit der Namensgebung der Heritage Range gegeben. Er ist etwa 86 km lang und im Schnitt etwa 9 km breit.